# Elias Bickerman
Elias Joseph Bickerman (ryska: Илья Иосифович Бикерман, Ilja Iosifovitj Bikerman), född 15 februari 1897 (2 februari g.s.) i Kisjinjov i dåvarande Ryssland, död 31 augusti 1981 i Israel – då, sedan länge, amerikansk medborgare – var professor i antikens historia och en framstående historiker med inriktning på den antika grekisk-romerska och hellenistiska världen. Han var dessutom internationellt betraktad som en av de främsta experterna på den äldre judiska historien.
Elias Bickerman växte upp i Sankt Petersburg och kom där att studera under Michael Rostovtzeff. Efter kommunisternas maktövertagande, flydde han och hans familj Ryssland och man anlände 1922 till Berlin. Där kom han att studera under Eduard Norden och Ulrich Wilcken. Han avlade doktorsexamen 1926 och blev privatdocent 1930. I samband med nazisternas maktövertagande 1933 flydde han till Paris, där han fortsatte sin bana som forskare och lärare. Han fick på nytt fly 1942, denna gång till USA. Efter tio besvärliga år med tillfälliga anställningar, utnämndes han 1952 till professor i antikens historia vid Columbia University i New York, där han blev kvar till sin pensionering 1967. Slutet av sitt liv tillbringade han ofta i Israel där han också dog vid 84 års ålder 1981, och han begravdes i Jerusalem.
Fastän Bickerman själv huvudsakligen såg sig som en forskare med inriktning på den klassiska grekisk-romerska världen, ägnade han åtskillig tid åt forskning om judarnas historia efter återkomsten från den babyloniska fångenskapen omkring 537 fvt. I den första fasen av sin verksamhet som historiker med denna inriktning, studerade han dokument om judarna på grekiska och latin, med särskilt fokus på mackabéerupproret. I den andra fasen, som huvudsakligen ägde rum i USA, riktade han sin uppmärksamhet mot källor på hebreiska och arameiska, språk han inte behärskade, men där han ändå lyckades göra nya uttolkningar av texterna i ljuset av sina stora kunskaper om den antika världen. Hans stora verk om judarna, The Jews in the Greek Age, utgavs efter hans död och där utforskar han judarnas historia under 150-årsperioden före mackabéerupproret, från tiden för Alexander den stores erövringar i öst cirka 330 fvt till seleukidernas kung Antiochos IV Epifanes tillträde på 170-talet fvt.

## Biografi

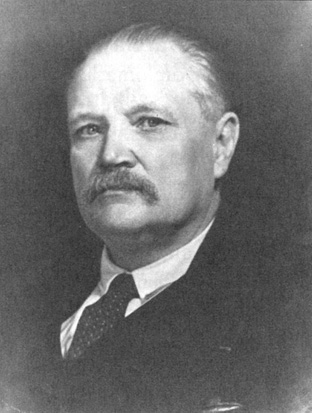
Michael Rostovtzeff (1870–1952), Bickermans lärare i Sankt Petersburg. De kom att bli goda vänner.

### Tiden i Ryssland
Elias Joseph Bickerman föddes som Ilja Iosifovitj Bikerman i en judisk sekulär medelklassfamilj i Kisjinjov i dåvarande Ryssland, nuvarande Chișinău i Moldavien, den 15 februari 1897 (2 februari  g.s.). Hans mor var Sarah Bikerman, född Margulis (1861–1931), och hans far var den framstående journalisten Joseph Bikerman (1867–1942). Familjen flyttade först till Odessa och därefter år 1905 till dåvarande Rysslands huvudstad Sankt Petersburg. Där kom Bickerman att läsa på ett bättre privat gymnasium, varefter han
1915 började studera den klassiska antiken och de klassiska språken grekiska och latin vid Sankt Petersburgs universitet under ledning av framför allt den mycket framstående kännaren av antikens samhälle, Michael Rostovtzeff. De utvecklade också en nära vänskap som bestod livet ut.
Efter februarirevolutionen 1917, då det blev tillåtet för judar att tjäna som officerare inom den ryska armén, inledde Bickerman sin träning som officersaspirant i Peterhof. Under första världskriget och efterföljande drabbningar deltog han under en kort tid i sammandrabbningarna i södra Kaukasien, och han blev sårad i striderna mellan armenier och muslimer i Baku och under en kortare tid intagen på sjukhus. Han deltog troligen också under en kortare tid i ryska inbördeskriget på Röda arméns sida (även om han själv menade att han stred på Vita arméns sida), men drabbades av tyfus och kunde efter en tid på sjukhus återvända till ett skrivbordsjobb inom marinen i Sankt Petersburg. Detta gav honom också tid att slutföra sina studier på Sankt Petersburgs universitet, där han studerade fram till 1921. I enlighet med den då rådande bolsjevikiska egalitaristiska ideologin erhöll han ingen akademisk examen, utan endast ett intyg om att ha genomgått utbildningen.

### Tiden i Tyskland

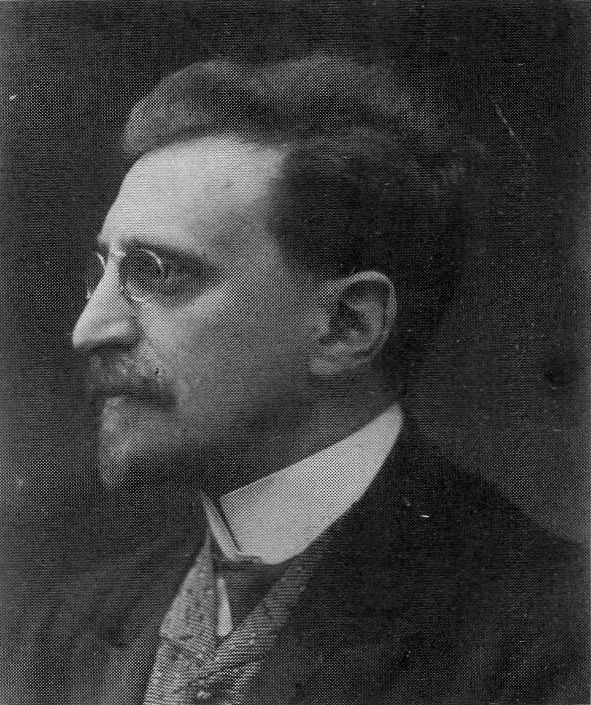
Eduard Norden (1868–1941), Bickermans lärare i Berlin.

Vintern 1921–1922 flydde familjen från de svåra förhållandena under ryska kommuniststyret genom att med falska polska pass ta sig via Minsk och Vilnius till Warszawa i Polen och därifrån till Berlin i Tyskland, dit man anlände i april 1922 då Bickerman var 25 år gammal. Där kom han att studera på Universität zu Berlin under de framstående forskarna Eduard Norden och Ulrich Wilcken och under Wilkens ledning doktorera med avhandlingen Das Edikt des Kaisers Caracalla in P. Giss 40 (Kejsar Caracallas kungörelse i Papyrus Gissensis 40). År 1926 avlade han ”med stort beröm” (magna cum laude) sin doktorsexamen.
I februari 1930 blev han privatdocent vid Institut für Altertumskunde på Universität zu Berlin efter att ha klarat habilitationen med uppsatsen Beiträge zur antiken Urkundengeschichte I–III (Bidrag till de forntida dokumentens historia), dock först efter en misslyckad docentprövning i juli året innan. Detta var en av Bickermans största kriser och misslyckanden under sin akademiska karriär och något han under hela sitt liv gjorde sitt yttersta för att dölja. Av de 93 habilitationsskrifter som inkom till den filosofiska fakulteten under perioden 1924–1929 från de doktorer som sökte till en universitetstjänst, släpptes 76 fram till den slutliga muntliga prövningen. Den enda av dessa som underkändes var Bickermans.
Liksom varit fallet i Ryssland var Bickerman, tillsammans med sin far Joseph Bikerman, också i Tyskland aktiv inom de ryska kretsarna av ”de vita”, vilka bekämpade bolsjevikerna. Till följd av nazismens framväxt och att nazisterna kom till makten i Tyskland i januari 1933, drogs i september samma år Bickermans undervisningslegitimation in och han förlorade därmed sin tjänst i Berlin. I november 1933 lämnade han landet och reste till Paris.

### Tiden i Frankrike
I Paris kom Bickerman att undervisa på École pratique des Hautes Études i Sorbonne. Trots den politiska oron, publicerade han under sin tid i Frankrike 25 vetenskapliga artiklar och två av sina mest betydande böcker, Chronologie och Institutions des Séleucides. Den 28 juli 1936, vid 39 års ålder, gifte han sig med Anita Suzanne Bernstein (1913–1998). Andra världskriget bröt ut, och sommaren 1940 intog Tyskland Frankrike.
I juli 1940 fråntogs Bickerman sitt jobb på Sorbonne och hans liv var i fara. Bickerman hade redan tidigare fått ekonomiskt stöd av Rockefeller Foundation, och organisationen kontaktades av Bickermans vänner i syfte att utverka ett visum åt honom så att han skulle kunna ta sig till USA. Eftersom det var extremt svårt att få tag i visum erbjöds sådana i första hand till de främsta forskarna. Bickermans tidigare lärare och vän, Michael Rostovtzeff, skrev till Alvin Johnson – rektor på The New School och en av de personer som organiserade räddningsaktioner för centraleuropeiska forskare – och beskrev Bickerman som en av de mest framstående nutida forskarna om antikens historia. Han menade att Bickerman därför borde erbjudas möjlighet att ta sig till USA. William Linn Westermann, professor i antikens historia vid Columbia University (en post som Bickerman senare skulle inneha), vände sig till samme Johnson, och beskrev Bickerman som "den mest begåvade nu levande forskaren i sin generation inom området antikens historia". Som en följd av dessa insatser erbjöds Bickerman i oktober 1940 en tjänst på The New School med finansiering från Rockefeller Foundation, något han fick kännedom om först i januari 1941. Men det gick inte att få tag på visum i den ockuperade delen av Frankrike. Bickerman blev kvar i Paris i ungefär ett år efter tyskarnas maktövertagande, samtidigt som han höll sig undan myndigheterna, innan han sommaren 1941 tog sig till Vichyfrankrike genom att olagligt korsa gränsen till den fria zonen i söder. Tiden i Vichyfrankrike tillbringade han mestadels i husarrest i La Bourboule som straff för att olagligt ha korsat gränsen, men ibland också hos sin hustru i Nice, dit hon hade tagit sig tidigare, innan de båda fick visum och sommaren 1942 kunde ta sig till Baltimore i USA.

### Tiden i USA
Bickerman fick den utlovade anställningen på The New School for Social Research i New York, där han fram till 1945 var knuten till det franska exiluniversitetet École libre des hautes études. Han kom därefter att undervisa på deltid på Columbia University. Under sin tid i USA hade Bickerman periodvis dåliga och underbetalda undervisningstjänster. Hans första tid i USA var svår, och i början hade han svårt att förstå den amerikanska engelskan. Han hade dock fått ekonomiskt stöd av Jewish Theological Seminary, och 1950 fick han anställning på deras sektion på västkusten, University of Judaism i Los Angeles, där han kom att undervisa fram till 1952.
År 1948 fick paret Elias Joseph Bickerman och Anita Suzanne Bickerman amerikanskt medborgarskap. De fick inga barn och någon gång på 1950-talet, efter ungefär 20 års äktenskap, skilde de sig. Bickerman såg till att avlägsna all information om sitt giftermål med Anita Suzanne Bernstein ur berättelsen om sitt förgångna. De flesta av hans vänner kände inte ens till att han hade varit gift. På motsvarande sätt lät Bernsteins familj sudda ut minnet av Elias Bickerman och den tillrättalagda familjeberättelsen löd så att Anita Suzanne Bernstein hade anlänt ensam till USA. Bickerman kom i stället att senast från 1959 och livet ut ha en ny livspartner i Maria Altman (1905–2000). Genom en gemensam överenskommelse höll de dock sin relation så hemlig att nästan ingen av Bickermans studenter, vänner eller familjemedlemmar kände till deras relation.

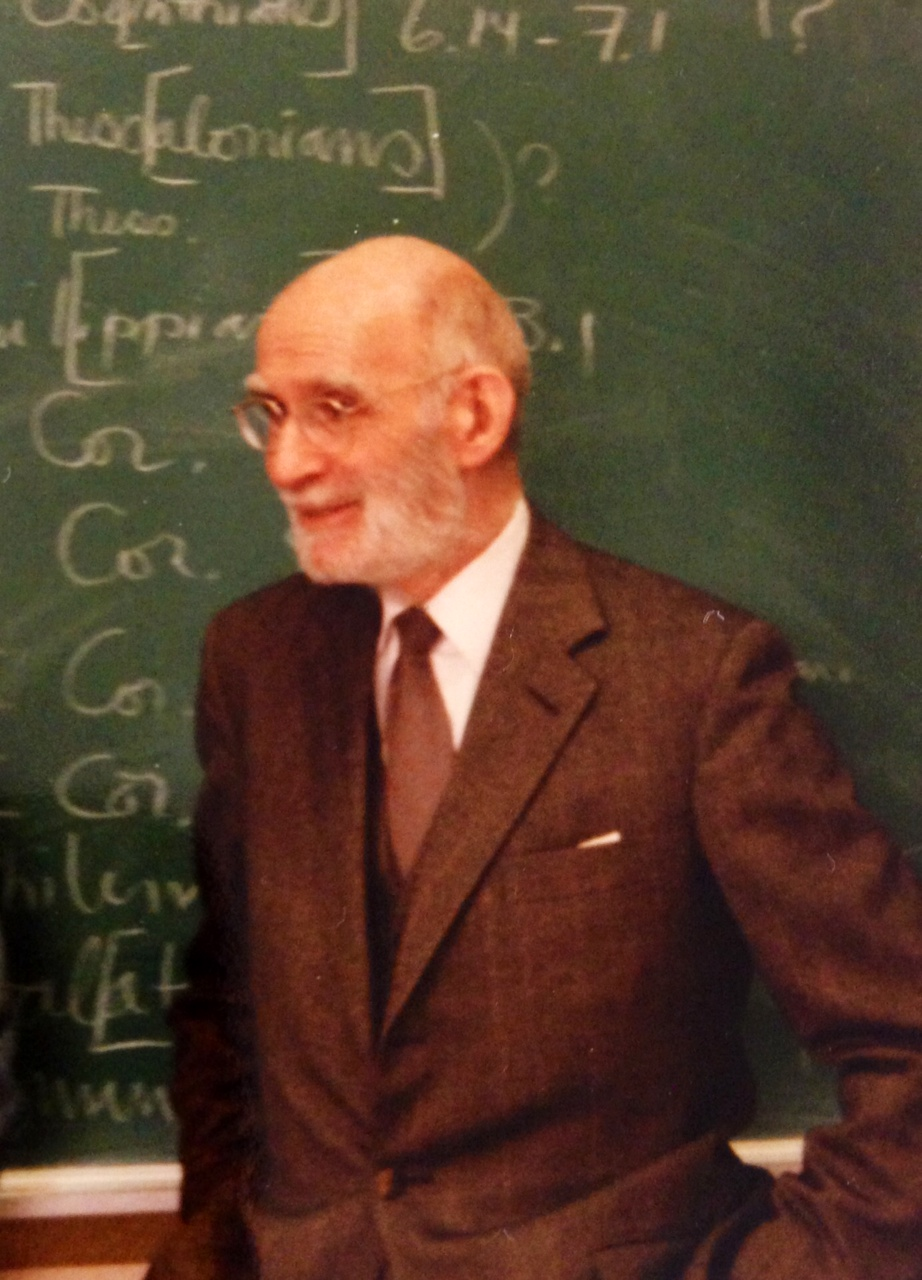
Morton Smith (1915–1991), Bickermans nära vän, närmaste kollega och efterträdare på Columbia University, och den som på Bickermans begäran förstörde hans privata papper.

Bickerman utnämndes i januari 1952 till professor i antikens historia vid Columbia University i New York efter William Linn Westermann (1873–1954). Han undervisade där fram till 1967, då han blev professor emeritus, och hans närmaste kollega var Morton Smith, vilken också efterträdde honom. De båda förblev nära vänner ända till Bickermans död. Under ett års tid 1967 till 1968 verkade Bickerman på Institute for Advanced Study i Princeton i New Jersey och 1977 tillbringade han ett halvår på Institutet för avancerade studier vid Hebreiska universitetet i Jerusalem. Efter sin gärning på Columbia University, återupptog han 1967 sin verksamhet på Jewish Theological Seminary, där han fram till slutet av sitt liv verkade och hade ett kontor. Bickerman avled hastigt i en ålder av 84 år den 31 augusti 1981 i Bat Yam nära Tel Aviv under en av sina årligen återkommande semestervistelser i Israel, och han begravdes i Jerusalem.
Bickerman ville inte skriva sin självbiografi. I sitt testamente begärde han dessutom att alla hans privata dokument, brev och opublicerade manuskript skulle brännas utan att läsas. Det var hans tidigare kollega och nära vän, Morton Smith, som anförtroddes uppgiften, och denne kom senare att begära att också hans privata korrespondens skulle förstöras. Bickerman, i likhet med Smith, ville bli ihågkommen endast för sin insats som forskare. Bickerman fruktade att hans personliga liv skulle överskugga hans forskargärning och ville inte att hans verk beroende på sammanhanget skulle relativiseras till obetydlighet och att man därmed skulle missa det objektiva i det han ville förmedla. Detta innebär dock att det som är känt om framför allt Bickermans tidiga liv i stor utsträckning bygger på uppgifter i hans fars och brors självbiografier.

## Akademisk karriär

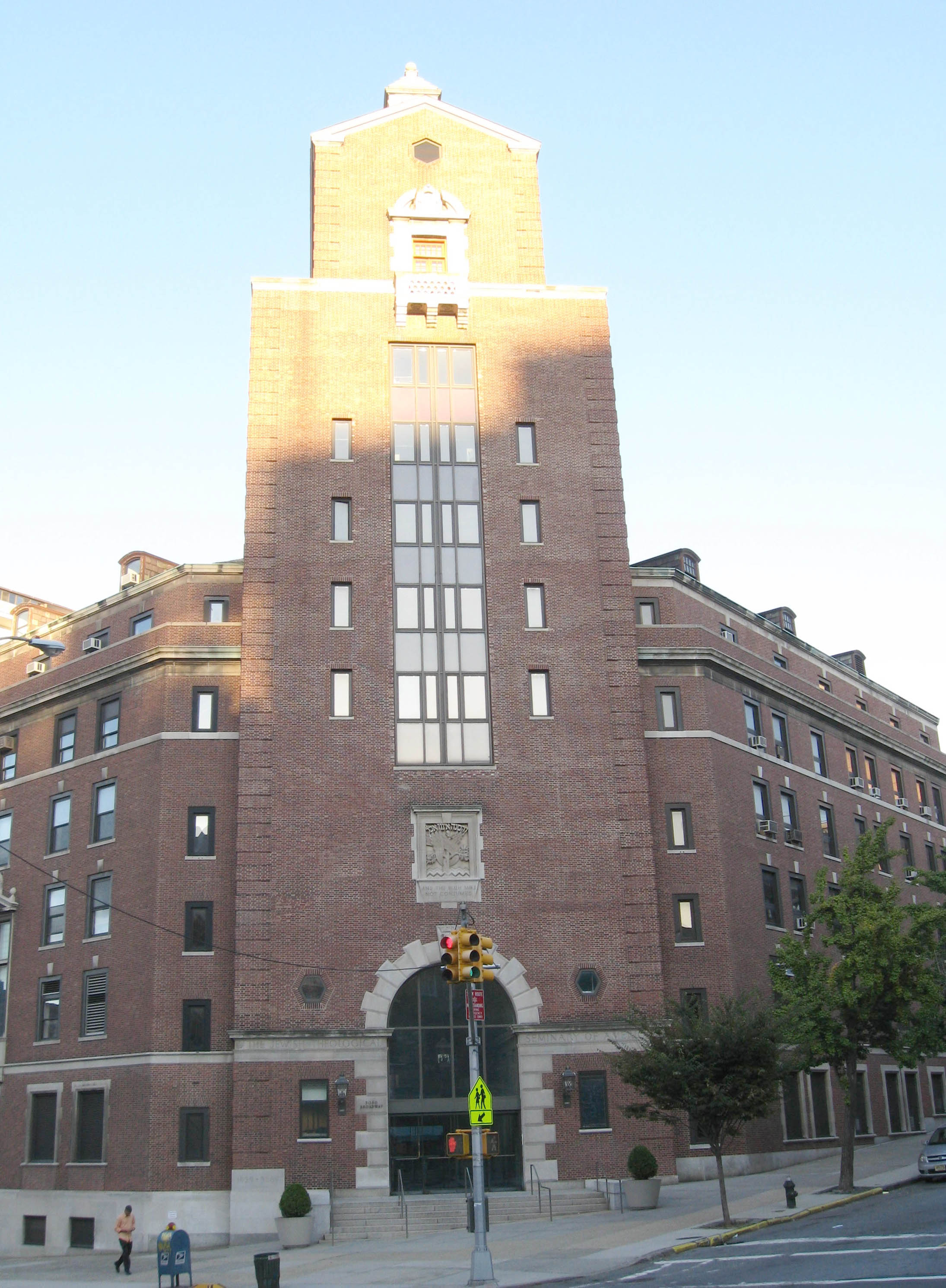
Jewish Theological Seminarys byggnad på Manhattan. Bickerman var under större delen av sin tid i USA knuten till organisationen.

### Bickermans kunskapsområden
Elias Bickerman var under många år professor i antikens historia vid Columbia University och en forskare (”special research fellow”) knuten till Jewish Theological Seminary. Han var en av 1900-talets största kännare av den klassiska världen. Hans lärdom omfattade många aspekter av den grekisk-romerska antiken, såsom kritisk analys av historiska dokument (diplomatik), de politiska institutionernas historia, vetenskaplig analys av historieforskningen (historiografi), grekernas, romarnas, de kristnas och judarnas intellektuella, kulturella och religiösa historia och till och med studiet av de sköna skrifterna, så kallade belles-lettres eller vitterhet.
Bickerman var först och främst, och betraktade också sig själv som, en historiker med inriktning på den klassiska grekisk-romerska epoken. Men fastän han aldrig lärde sig hebreiska eller arameiska på riktigt, fastän han inte i någon större omfattning brydde sig om att i sitt eget liv tillämpa judiska seder, betraktades han internationellt som en av de främsta experterna på den äldre judiska historien. Albert I Baumgarten menar att knappast någon annan historiker under 1900-talet har gjort mer för att förändra forskningens syn på det judiska livet och den judiska tankevärlden efter judarnas återkomst från den babyloniska fångenskapen.

### Bickermans mål som forskare
Bickermans mål som forskare var att skapa sammanhang: exempelvis politiska, och institutionella sammanhang för dokument, politiska och historiografiska sammanhang för (polemiska) berättelser, litterära och kulturella sammanhang för litteratur. Enligt Bickerman skulle de antika författarnas uppgifter tas på allvar och inte avfärdas för lättvindigt. Han menade att stor tid och noggrannhet skulle ägnas åt att studera manuskripten och att försöka spåra var och hur de hade tillkommit. Genom idogt studium lärde han sig hur man skulle tyda och datera de grekiska papyrusfragment som påträffats i sådana mängder på antika egyptiska soptippar, och kunde genom sin enastående förmåga att lösa pussel och en ännu större att upptäcka samband, med stor precision rekonstruera den administrativa byråkratin som hade skapat dokumenten. Genom att jämföra dessa texter med de officiella dokument som historikern Josefus och andra återgav, kunde han visa att flera texter som allmänt hade antagits vara förfalskningar huvudsakligen var äkta. Många av de slutsatser Bickerman kom fram till och som innebar en omvärdering av tidigare uppfattningar har senare kommit att bli standarduppfattningar.

### Bickermans syn på mackabéerupprorets orsaker
Bickermans undersökningar resulterade bland annat i att han fick en ny förståelse för mackabéerna. Han framhöll att paganismen i allmänhet var tolerant och inte lade sig i folks religiösa liv, och att därför mackabéerupproret år 167 fvt i första hand hade sitt upphov i interna spänningar mellan judiska falanger. Bickerman menade att Antiochos IV Epifanes förföljelse av den judiska religionen inte inspirerades och iscensattes av Epifanes själv, utan av militanta judiska apostater – en judisk grupp innefattande ledande samhällsmedlemmar vilkas avsikt var att reformera judendomen, dock utan att helt avvisa religionen eller fädernas Gud. Bickerman menade att mackabéernas handlande kom att rädda judarna från denna reform. I motsats till de flesta av Bickermans bidrag, som ofta mottogs positivt, kom denna tes att möta stark kritik.
En kritik som riktades mot Bickermans slutsatser om orsaken till Antiochos IV Epifanes angrepp på den judiska religionsutövningen, var att hellenismen i Jerusalem inte var tillnärmelsevis så omfattande som hans tes förutsatte. Som svar på detta, lät Bickerman i ett av sina främsta verk, The Jews in the Greek Age som utgavs postumt, spåra omfattningen av kontakten mellan judar och greker. Han kom då visserligen fram till att den stora helleniseringen av judar skedde först under den hasmoneiska tiden (140–37 fvt). Men han menade att tillräckligt omfattande kontakter ändå förekom under tiden efter Alexander den stores spridande av den grekiska kulturen på 330-talet fvt, för att judarna skulle ha hunnit påverkas och förändras i tillräcklig omfattning vid tiden för det mackabeiska upproret på 160-talet fvt.

### Bickermans produktivitet
Bickermans bibliografi omfattar 319 titlar fram till 1985, och drygt hälften av dessa tillkom under hans nästan 40-åriga vistelse i USA. Från 1923 och framåt skrev han huvudsakligen på tyska, mellan 1934 och 1943 huvudsakligen på franska och därefter huvudsakligen på engelska. Han var dessutom mycket förtjust i italienska och sitt modersmål ryska. Bickerman utgav verk på sex språk. Han var bekant såväl med de klassiska antika texterna, från Homeros till den bysantinska litteraturen, som med judendomens och kyrkofädernas litteratur, och därutöver med den klassiska europeiska litteraturen, främst den från 1700- och 1800-talen.

## Publikationer i urval

### Böcker
- Bickerman, E. J. (1926) (på tyska). Das Edikt des Kaisers Caracalla in P. Giss 40. Berlin: Verlag A. Collignon
- Speusippos (1928) (på tyska). Speusipps Brief an König Philipp: Text, Übersetzung, Untersuchungen. E. Bickermann und Joh. Sykutris. Leipzig. Libris 3069683
- Bickerman, E. J. (1933) (på tyska). Chronologie. Einleitung in die Altertumswissenschaft. Bd. 3:H.5. (2. überarb. Aufl., 1963). Leipzig & Berlin. Libris 2562317
- Bickerman, E. J. (1935) (på tyska). Die Makkabäer: eine Darstellung ihrer Geschichte von den Anfängen bis zum Untergang des Hasmonäerhauses. Berlin: Schocken. Libris 2792203
- Bickerman, E. J. (1937) (på tyska). Der Gott der Makkabäer: Untersuchungen über Sinn und Ursprung der makkabäischen Erhebung. Berlin: Schocken. Libris 1735002
- Bickerman, E. J. (1938) (på franska). Institutions des Séleucides. Bibliothèque archéologique et historique; 26. Paris. Libris 2562876
- Bickerman, E. J. (1947) (på engelska). The Maccabees: an account of their history from the beginnings to the fall of the House of the Hasmoneans. New York: Schocken Books. Libris 1671868
- Bickerman, E. J. (1962) (på engelska). From Ezra to the last of the Maccabees: foundations of post-biblical Judaism. Schocken paperbacks ; SB36. New York: Schocken Books. Libris 5698348. ISBN 0805200363
- Bickerman, E. J. (1967) (på engelska). Four Strange Books of the Bible. Jonah, Daniel, Koheleth, Ester. New York: Schocken
- Bickerman, E. J. (1968) (på engelska). Chronology of the ancient world. Aspects of Greek and Roman life, 99-0111477-2. Ithaca, N.Y.: Cornell Univ. Press. Libris 840935
- Bickerman, E. J. (1976) (på engelska). Studies in Jewish and Christian history. P. 1. Arbeiten zur Geschichte des antiken Judentums und des Urchristentums, 99-0111588-4; 9. Leiden: Brill. Libris 117037. ISBN 90-04-04395-0
- Bickerman, E. J. (1979) (på engelska). The God of the Maccabees: studies on the meaning and origin of the Maccabean revolt. Studies in Judaism in late antiquity, 99-0107383-9; 32. Leiden: Brill. Libris 7213624. ISBN 90-04-05947-4
- Bickerman, E. J. (1980) (på engelska). Studies in Jewish and Christian history. P. 2. Leiden: Brill. Libris 117038. ISBN 90-04-06015-4
- Bickerman, E. J. (1985) (på engelska). Religions and Politics in the Hellenistic and Roman Periods. Como
- Bickerman, E. J. (1986) (på engelska). Studies in Jewish and Christian history. P. 3. Leiden: Brill. Libris 117039. ISBN 90-04-07480-5
- Bickerman, E. J. (1988) (på engelska). The Jews in the Greek Age. Cambridge, Mass.: Harvard University Press. Libris 5116469. ISBN 0-674-47490-2

### Artiklar
- Bickerman, Elias J. (1923), ”Das Messiasgeheimnis und die Komposition des Markusevangeliums”, Zeitschrift für die Neutestamentliche Wissenschaft und die Kunde der Älteren Kirche 22:  122–140.
- Bickerman, Elias J. (1924), ”Das leere Grab”, Zeitschrift für die Neutestamentliche Wissenschaft und die Kunde der Älteren Kirche 23:  281–292.
- Bickerman, Elias J. (1927, 1930), ”Beiträge zur antiken Urkundengeschichte: I–III”, Archiv für Papyrusforschung VIII–IX
- Bickerman, Elias J. (1929), ”Die römische Kaiserapotheose”, Archiv für Religionswissenschaft 27:  1–34.
- Bickerman, Elias J. (1932), ”Bellum Antiochicum”, Hermes 67:  47–76.
- Bickerman, Elias J. (1934), ”Alexandre le Grand et les villes d'Asie”, Revue des Études greeques 47:  346–374.
- Bickerman, Elias J. (1935), ”Les préliminaires de la seconde guerre de Macédoine”, Revue de Philologie 9:  59–81, 161–176.
- Bickerman, Elias J. (1937), ”Un document relatif a la persecution d'Antiochos IV Epiphane”, Revue de l'histoire des religions 115:  188–223.
- Bickerman, Elias J. (1940), ”L'avenement de Ptolemee V Epiphane”, Chronique d'Égypte 15:  124–131.
- Bickerman, Elias J. (1945). ”The Date of Fourth Maccabees”. i Ginzberg Louis (på engelska). Louis Ginzberg Jubilee Volume: on the Occasion of His Seventieth Birthday. [1], English section. New York: The American academy for Jewish research. sid. 105–112. Libris 1737253
- Bickerman, Elias J. (1946), ”The Edict of Cyrus in Ezra 1”, Journal of Biblical Literature 65:3:  249–275.
- Bickerman, Elias J. (1947), ”Apocryphal Correspondence of Pyrrhus”, Classical Philology 42:3:  137–146.
- Bickerman, Elias J. (1949), ”The Name of Christians”, Harvard Theological Review 101:  109–124.
- Bickerman, Elias J. (1949). ”The Historical Foundations of Postbiblical Judaism”. i Finkelstein Louis. The Jews: Their History. Culture and Religion (1. ed.). New York: Harper. Libris 1689079
- Bickerman, Elias J. (1949), ”Pouchkine, marx et l'Internationale esclavagiste”, La Nouvelle Clio 1/2:  416–431.
- Bickerman, Elias J. (1951), ”Notes on the Greek Book of Esther”, Proceedings of the American Academy for Jewish Research 20:  101–133.
- Bickerman, Elias J. (1952), ”Origines Gentium”, Classical Philology 47:  65–81.
- Bickerman, Elias J. (1958), ”The Altars of the Gentiles: A Note on the Jewish 'ius sacrum'”, Revue International des Droits de Vantiquité 5:  137–164.
- Bickerman, Elias J. (1959), ”The Septuagint as a Translation”, Proceedings of the American Academy of Jewish Research 28:  1–39.
- Bickerman, Elias J. (1962), ”Bénédiction et prière”, Revue biblique 69:  524–532.
- Bickerman, Elias J. (1962), ”The Civic Prayer of Jerusalem”, Harvard Theological Review 55:  163–185.
- Bickerman, Elias J. (1965), ”Les deux erreurs du prophète Jonas”, Revue d’Histoire et de Philosophie 45:  232–264.
- Bickerman, Elias J. (1966), ”The Seleucids and the Achaemenids”, La Persia e il mondo greco-romana Rome: Accademia dei Lincei:  87–117.
- Bickerman, Elias J. (1967), ”Sur la théologie de l'art figuratif – À propos de l'ouvrage de E. R. Goodenough”, Syria 44:  131–161.
- Bickerman, Elias J. (1968), ”Trajan, Hadrian and the Christians”, Rivista di Filologia e di Istruzione Classica 96:  290–315.
- Bickerman, Elias J. (1969), ”Some Reflections on Early Roman History”, Rivista di Filologia e di Istruzione Classica 96:  393–408.
- Bickerman, Elias J. (1973), ”Faux littéraires dans l'Antiquité classique. En marge d'un livre récent”, Rivista di Filologia e di Istruzione Classica 101:  22–41.
- Bickerman, Elias J. (1975). ”The Jewish Historian Demetrios”. i Neusner Jacob, Smith Morton (på engelska). Christianity, Judaism and other Greco-Roman cults: studies for Morton Smith at sixty. Part 3, Judaism before 70. Leiden: Brill. sid. 72–84. Libris 7213233. ISBN 90-04-04218-0
- Bickerman, Elias J. (1976), ”Love Story in the Homeric Hymn to Aphrodite”, Athenaeum 54:  229–254.
- Bickerman, Elias J.; Tadmor, H. (1978), ”Darius I, Pseudo-Smerdis, and the Magi”, Athenaeum 56:  239–261.
- Bickerman, Elias J. (1978), ”The Generation of Ezra and Nehemiah”, Proceedings of the American Academy for Jewish Research 45:  1–28.